# Koblovski
Koblovski (en rus: Кобловский) és un poble (un khútor) de l'óblast de Tula, a Rússia, segons el cens del 2010 tenia 121.